# Python 2
Pour les articles homonymes, voir Python.
Pour plus de détails, voir Fiche technique et Distribution.
Python 2 (aussi Pythons 2 et Python II) est la suite du film Python (sorti en 2000). Il est réalisé par Lee Alan McConnell et diffusé le 17 août 2002 sur Sci Fi Channel.
Le téléfilm a été diffusé en France le 7 juin 2008 sur Syfy Universal.

## Synopsis
Un avion-cargo américain est abattu au-dessus de la Tchétchénie ; celui-ci contient un python génétiquement modifié aux proportions gigantesques et assoiffé de sang. Des groupes d'élite russes et américains vont tout tenter pour le récupérer.

## Fiche technique
- Titre anglais : Python 2
- Titre français : Python 2 Le parfait prédateur
- Réalisation : Lee Alan McConnell
- Scénario : Jeff Rank
- Musique : Richard McHugh
- Photographie : Azusa Ohno
- Montage : David Flores
- Distribution : LariAnn Lang et Shala Lang
- Création des décors : Georgi Todorov
- Création des costumes : Brianna Simer
- Effets spéciaux de maquillage : Mariana Love
- Supervision des effets visuels : Yancy Calzada
- Genre : Action ; Horreur ; Science-fiction
- Date de sortie :
  - États-Unis : 17 juillet 2002
- Langue : Anglais
- Durée :
  - États-Unis : 89 minutes
  - Allemagne : 85 minutes
- Format : Couleurs-1.78 :1-Dolby Digital-35 mm
- Tournage : Sofia, Bulgarie

## Distribution
- William Zabka : Greg Larson
- Dana Ashbrook : Dwight Stoddard
- Alex Jolig : Matthew Coe
- Simmone Mackinnon : Nadia
- Marcus Aurelius : Colonel Jefferson
- Mike Mitchell : Hewitt
- Anthony Nichols : Keruptkot
- Vladimir Kolev : Crawley
- Ken Evans : Boyer
- Raicho Vasilev : Dirc
- Vince Diamond : McEwen
- Velizar Binev : Aziz
- Tyrone Pinkham : Pilote
- Robert Sands : Copilote
- Maxim Gentchev : Vieux soldat